# Pentagontal

En visuell representation av de sex första pentagontalen.

Pentagonaltal är en sorts figurtal. Det n:te pentagonala talet ges av formeln
{\displaystyle p_{n}={\tfrac {3n^{2}-n}{2}}.}
De första pentagontalen är:
0, 1, 5, 12, 22, 35, 51, 70, 92, 117, 145, 176, 210, 247, 287, 330, 376, 425, 477, 532, 590, 651, 715, 782, 852, 925, 1001, 1080, 1162, 1247, 1335, 1426, 1520, 1617, 1717, 1820, 1926, 2035, 2147, 2262, 2380, 2501, 2625, 2752, 2882, 3015, 3151, … (talföljd A000326 i OEIS)